# Мартин (Португалия)
Мартин (порт. Martim) — район (фрегезия) в Португалии, входит в округ Брага. Является составной частью муниципалитета Барселуш. Находится в составе крупной городской агломерации Большое Минью. По старому административному делению входил в провинцию Минью. Входит в экономико-статистический субрегион Каваду, который входит в Северный регион. Население составляет 2411 человек на 2001 год. Занимает площадь 4,84 км².
Покровителем района считается Дева Мария (порт. Santa Maria).